# Juchtleer

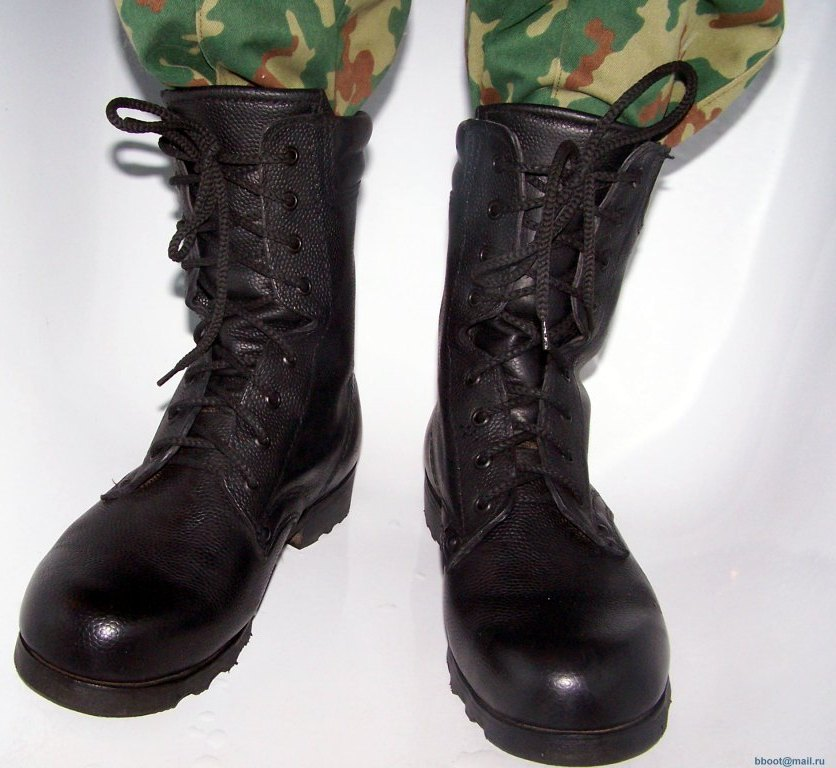
Juchtleer

Juchtleer (Russisch: Юфть) is een soort leer gemaakt van kalfs- of runderhuid. Zowel het juchtleer zelf als de benaming zijn van Russische oorsprong.
Juchtleer is een erg sterk en soepel leer, dat rijkelijk met berkenteerolie wordt behandeld. Hierdoor ontstaat een typische geur. Sinds de 18e eeuw wordt het ook buiten Rusland bereid, en vindt het toepassing in schoenen, boekbanden en portefeuilles.

## Bereiding en toepassingen
Juften (Russisch voor paar) is niet alleen zacht en soepel, maar ook waterdicht. Oorspronkelijk werden twee vellen leer aan elkaar genaaid in de vorm van een zak, waarin een bewerkingsvloeistof gegoten werd. De vellen werden per paar in de handel gebracht.
Juchtleer wordt van oudsher van de huid van jonge runderen gemaakt. Nadat de huiden zijn onthaard, gewassen en in een zuurbad voorbehandeld zijn, worden deze gelooid met wilge- of populierebast. Vervolgens worden de huiden om ze soepeler te maken twee dagen in een mengsel van roggemeel, water en zout geweekt. Hierna worden de huiden nogmaals gewassen en gedroogd.
De hoogste kwaliteit wordt voor wit juchtleder gebruikt. Hierbij wordt de voorheen behaarde zijde met berkenteerolie of zeehondetraan (later ook levertraan) ingewreven en gedroogd. De andere huiden worden rood of zwart geverfd en eveneens ingevet. Na het drogen wordt het leer achtereenvolgens gewalst om het dunner te maken, en nogmaal met olie of traan en talg ingesmeerd. Rood juchtleer wordt vooral voor portefeuilles gebruikt, zwart juchtleer voor schoenen maar bijvoorbeeld ook voor paardejukken.
Berkenteerolie geeft juchtleer zijn typische geur, die insecten verdrijft. Het beste juchtleer komt uit Novgorod en Zuid-Rusland. Normaal rood leer wordt wel met geurstoffen behandeld om het op juchtleer te doen lijken.